# Gara Ocnița
Gara feroviară din Ocnița este cel mai important nod feroviar din nord-estul Republicii Moldova.